# علم النفس الإيكولوجي
علم النفس الإيكولوجي (بالإنجليزية: Ecological psychology)‏ هو الدراسة العلمية للإدراك والعمل من نهج اللاوظيفية، يُعد علم النفس الإيكولوجي هو مدرسة في علم النفس والتي تتبع الكثير من كتابات روجر باركر وجيمس جاي جيبسون، يرفض أولئك في مجال علم النفس الإيكولوجي التفسيرات السائدة للإدراك التي وضعها علم النفس المعرفي، ويمكن تقسيم علم النفس الإيكولوجي إلى بعض الفئات الفرعية القليلة: الإدراك والعمل والأنظمة الديناميكية، وكتوضيح يرفض الكثيرون في هذا المجال فصل الإدراك والفعل مشيرين إلى أن الإدراك والفعل لا ينفصلان.

## باركر
استند عمل باركر إلى عمله التجريبي في محطة ميدويست الميدانية، حيث كتب لاحقًا: «تم إنشاء المحطة الميدانية النفسية في الغرب الأوسط لتسهيل دراسة السلوك البشري وبيئته في الموقع من خلال توفير فرصة لعلماء النفس بالتواجد فترة طويلة مع علماء الأحياء: مما يؤدي إلى سهولة الوصول إلى ظواهر العلم دون التغيير الذي يحدث في المختبرات من خلال الاختيار والتحضير» (باركر 1968)، وقد نشأت دراسة الوحدات البيئية (إعدادات السلوك) من هذا البحث، وفي عمله الكلاسيكي «علم النفس الإيكولوجي» (1968) أوضح أن السلوك البشري يقع بشكل جذري أو بعبارة أخرى لا يمكنك عمل تنبؤات حول السلوك البشري إلا إذا كنت تعرف الموقف أو البيئة التي كان الإنسان المعنيّ فيها، فعلى سبيل المثال هناك بعض السلوكيات المناسبة للتواجد في الكنيسة أو حضور محاضرة أو العمل في مصنع وما إلى ذلك، وسلوك الناس في هذه البيئات أكثر تشابهًا من سلوك الفرد في بيئات مختلفة، وقد طور هذه النظريات منذ ذلك الحين في عدد من الكتب والمقالات.

## جيبسون
شدد جيمس جاي جيبسون أيضًا على أهمية البيئة، وعلى وجه الخصوص أهمية التصور (المباشر) لكيفية قيام بيئة الكائن الحي بتأثيرات مختلفة للكائن الحي، وبالتالي كان التحليل المناسب للبيئة أمرًا بالغ الأهمية لتفسير السلوك الموجَّه إدراكيًا.
كما أشار بأن الحيوانات والبشر يقفون في علاقة «أنظمة» أو «إيكولوجية» بالبيئة، بحيث يفسر بشكل كاف بعض السلوك أنه من الضروري دراسة البيئة أو المكان الذي حدث فيه السلوك وخاصة المعلومات التي تربط نظريًا الكائن الحي بالبيئة، إن تركيز جيبسون على أن أساس الإدراك هو المعلومات المحيطة والمتاحة إيكولوجيًا على عكس الأحاسيس الطرفية أو الداخلية التي تجعل منظور جيبسون فريدًا في العلوم الإدراكية بشكل خاص والعلوم المعرفية بشكل عام، القول المأثور: «لا تسأل عن ما بداخل رأسك ولكن ما الذي رأسك بداخله» -أي ما يحيط برأسك- يجسد هذه الفكرة، نظرية جيبسون للإدراك مبنية على المعلومات بدلاً من الإحساس، فهو يعتبر تحليل البيئة (من حيث التكاليف) والمعلومات المصاحبة التي يكتشفها الكائن حول هذه الامتيازات أمرًا محوريًا في النهج البيئي المعرفي، طوال السبعينيات وحتى وفاته في عام 1979 زاد جيبسون تركيزه على البيئة من خلال تطوير نظرية إمكانية الفعل (القدرة) وهي الفرص الحقيقية والملموسة للعمل في البيئة التي تحددها المعلومات البيئية.
رفض جيبسون الإدراك غير المباشر التام وأيَّد الواقعية البيئية -شكله الجديد من الإدراك المباشر الذي ينطوي على المفهوم الجديد لإمكانية الفعل البيئية-، كما رفض أيضًا وجهات النظر البنائية الناشئة ومعالجة المعلومات والآراء المعرفية التي تفترض وتؤكد على التمثيل الداخلي ومعالجة لا معنى لها -الأحاسيس الجسدية (المدخلات) من أجل خلق تصورات ذهنية ذات مغزى (المخرجات)- وجميعها يتم دعمها وتنفيذها على أساس عصبي (داخل الرأس)، غالبًا ما تم انتقاد أسلوبه في الإدراك ورفضه عند مقارنته بالتقدم الذي تم نشره على نطاق واسع في مجالات علم الأعصاب والإدراك البصري من خلال نهج الحسابية والمعرفية.
ومع ذلك يمكن رؤية التطورات في دراسات الإدراك التي تأخذ في الاعتبار دور الإدراك المتجسد والعمل في علم النفس لدعم موقفه الأساسي.
بالنظر إلى أن مبدأ جيبسون كان أن «الإدراك مبني على المعلومات وليس على الأحاسيس» يمكن اعتبار عمله وعمل معاصريه اليوم حاسمًا لإبراز السؤال الأساسي عما يُنظر إليه (إمكانية الفعل (القدرة) عبر المعلومات) قبل النظر في أسئلة الآلية وتنفيذ المواد. جنبًا إلى جنب مع التركيز المعاصر على نظرية النظم الديناميكية ونظرية التعقيد كمنهجية ضرورية لدراسة بنية المعلومات البيئية حافظ نهج جيبسون على أهميته وقابليته للتطبيق في المجال الأوسع للعلوم المعرفية.